# Multi Router Traffic Grapher
Multi Router Traffic Grapher (MRTG) est un logiciel développé sous licence GNU/GPL à l'initiative de Tobi Oetiker. Ce logiciel permet de surveiller et mesurer le trafic réseau. Il utilise le protocole SNMP pour interroger des équipements réseaux tels que des routeurs, commutateurs, ou bien encore serveurs, disposant d'une MIB.
MRTG a été développé en Perl , et peut être lancé sous Windows, Linux, MacOS et NetWare.

## Voir également
- RRDTool, du même auteur
- RTG, Real Traffic Grabber, qui ne fait pas d'agrégation et utilise MySQL.
- Cacti, une amélioration de MRTG.
- SmokePing, du même auteur